# Man of Steel: Eroul
Man of Steel este un film cu supereroi din 2013 regizat de Zack Snyder, produs de Christopher Nolan, cu un scenariu de David S. Goyer. Bazat pe personajul Superman din DC Comics, filmul reprezintă un reboot al seriei de filme cu Superman care prezintă povestea originală a personajului. Filmul este primul din Universul Extins DC (DCEU).
În rolurile principale interpretează actorii Henry Cavill ca Superman,  Amy Adams ca Lois Lane, Michael Shannon ca Generalul Zod, Diane Lane ca Martha Kent, Kevin Costner ca Jonathan Kent, Laurence Fishburne ca Perry White și Russell Crowe ca Jor-El. Man of Steel are intenția de a lansa universul comun și fictiv al personajelor DC Comics în acest film.
Filmările au început în august 2011, în West Chicago, Illinois, iar apoi în Vancouver și Plano, Illinois.
Filmul a avut încasări de peste 580 milioane de dolari la box-office la nivel mondial, dar a fost întâmpinat cu recenzii împărțite de către critici. Mulți critici au lăudat povestea filmului, în timp ce alții au criticat lipsa de dezvoltare a personajului principal.

## Acțiune
Krypton este destabilizată din cauza exploatării miniere a centrului planetei, astfel că Jor-El, consilierul șef al consiliului suprem de pe Krypton, recomandă consiliului să-i dea controlul asupra codului genetic. Înainte să se întâmple vreo ceva, soldații conduși de Generalul Zod, un vechi prieten al lui Jor-El, lansează o revoltă și arestează consilierii. Realizând că Krypton este pierdut, Jor-El fură codul genetic dorit pe care și-l doește Zod și îl infuzează în ADN-ul fiului său, Kal-El - primul copil Kryptonian născut biologic de secole. Punându-și vechea armură, Jor-El se sacrifică pentru a-i permite fiului său să scape la bordul unei navă spațială preprogramată. Zod ordonă distrugerea rachetei, dar află că forțele încă loiale consiliului au oprit rebeliunea. În urma unui scurt proces, Zod și câțiva dintre soldații săi care au supraviețuit sunt acuzați de trădare și condamnați în Zona Fantomă, chiar înainte ca Krypton să explodeze.
În urma coordonatelor lui Jor-El, nava ajunge pe Pământ în Smallville, Kansas. Aici, un cuplu fără copii, Jonathan și Martha Kent, îl găsesc pe Kal-El și-l cresc ca pe propriul fiu, numindu-l pe Clark. Clark devine în cele din urmă un tânăr izolat ca rezultat al dezvoltării de puteri supraomenești, pe care încearcă să le ascundă de ceilalți. El descoperă apoi de unde provine de la Jonathan, care îi îndeamnă să-și păstreze puterile ascunse. Câțiva ani mai târziu, Jonathan moare în timpul unei tornade, după ce a refuzat să-l lase pe Clark să-l salveze. Simțindu-se vinovat și căutându-și un scop nou în viață, Clark pleacă să călătorească prin lume pentru o perioadă mai lungă de timp, sub mai multe deghizări.
Câteva luni mai târziu, în Metropolis, reporterul de la Daily Planet Lois Lane primește o misiune de a investiga o navă Kryptoniană în Arcticul canadian. Deghizat ca un muncitor, Clark intră pe navă și activează computerul central folosind o cheie lăsată de Jor-El, care îi permite să comunice cu o inteligență artificială modelată după tatăl său. Aceasta explică faptul că Clark a fost trimis pe Pământ pentru a ghida oamenii de aici și îi oferă o uniformă Kryptoniană cu simbolul familiei sale. În timp ce îl urmărește pe Clark, Lois declanșează din greșeală sistemul de securitate al navei. Clark își folosește puterile pentru a o salva pe Lois, dar nu a apucat să îmbrace uniforma și a-și testa abilitățile de zbor. Neputând să-l convingă pe superiorul ei, Perry White, să publice un articol despre incident, Lois îl vizitează pe Clark și este de acord să-i păstreze secretul.
După ce scapă din Zona Fantomă, Zod și echipajul său interceptează o transmisie de pe vasul kryptonian și călătoresc spre Pământ. Deducând că Kal-El este în apropiere, ei difuzează un mesaj la adresa întregii planete în care cer să li-l predea, altfel vor începe un război. Clark se întâlnește cu forțele aeriene ale Statelor Unite și este de acord să se predea, cu Lois alături de el, care că este un ostatic.
Zod dezvăluie că dispune de numeroase dispozitive de terraformare, cel mai mare numit Motorul Mondial, pe care le-a salvat din avanposturile Kryptoniene și pe care intenționează să le utilizeze pentru a transforma Pământul într-un nou Krypton. Ofițerul său științific, Jax-Ur, extrage genele lui Clark pentru a crea coloniști Kryptonieni care vor anihila umanitatea și vor construi o societate bazată pe idealurile lui Zod de puritate genetică.
Cu ajutorul lui Jor-El, Clark și Lois fug și avertizează armata americană, în timp ce Zod începe o invazie. Zod montează Motorul Mondial de pe nava Kryptoniană care atinge în Oceanul Indian și începe să tragă un fascicul de pe planetă către navă, dăunând grav orașului Metropolis și astfel începe procesul de terraformare. Sub numele de cod "Superman", Clark distruge platforma de terraformare în timp ce militarii lansează un atac sinucigaș, trimițând trupele lui Zod înapoi în Zona Fantomă. Cu nava și singura speranță de a readuce Kypton distruse, Zod jurî să distrugă Pământul și toți locuitorii săi, doar pentru a-l face pe Superman să sufere. 
Superman și Zod încep să se lupte până ajung într-o stație de tren, unde Zod încearcă să omoare niște pasageri. Fără nicio altă opțiune, Superman este forțat să îl ucidă pe Zod, punând capăt amenințării sale pe vecie.
Superman convinge guvernul să-l lase să acționeze independent, după ce promite să nu se întoarcă împotriva umanității. Pentru a putea ajunge rapid la situații periculoase fără a atrage atenția, Clark se angajează ca reporter la Daily Planet.